# Kåtejaure (Arjeplogs socken, Lappland)
Kåtejaure är en sjö i Arjeplogs kommun i Lappland och ingår i Piteälvens huvudavrinningsområde. Sjön har en area på 0,345 kvadratkilometer och ligger 528,2 meter över havet.

## Delavrinningsområde
Kåtejaure ingår i det delavrinningsområde (738463-161027) som SMHI kallar för Inloppet i Pajep Vuoulak. Medelhöjden är 661 meter över havet och ytan är 40,57 kvadratkilometer. Räknas de 5 avrinningsområdena uppströms in blir den ackumulerade arean 163,67 kvadratkilometer. Vuoulakjåkkå som avvattnar avrinningsområdet har biflödesordning 3, vilket innebär att vattnet flödar genom totalt 3 vattendrag innan det når havet efter 226 kilometer. Avrinningsområdet består mestadels av skog (48 procent), sankmarker (34 procent) och kalfjäll (16 procent). Avrinningsområdet har 0,7 kvadratkilometer vattenytor vilket ger det en sjöprocent på 1,7 procent.